# Hydrophoria ghoratobelae
Hydrophoria ghoratobelae är en tvåvingeart som beskrevs av Masayoshi Suwa 1977. Hydrophoria ghoratobelae ingår i släktet Hydrophoria och familjen blomsterflugor.
Artens utbredningsområde är Nepal. Inga underarter finns listade i Catalogue of Life.